# Guan Tianpei

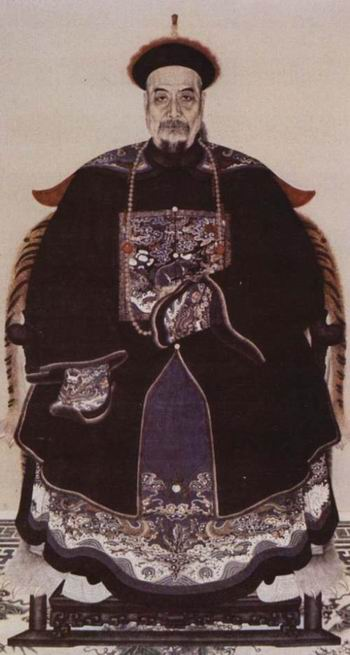
Guan Tianpei

Guan Tianpei (chinesisch 關天培 / 关天培, Pinyin Guān Tiānpéi, W.-G. Kuan1 T'ien1-p'ei2, Jyutping Gwaan1 Tin1pui4, Zi 仲因, Hao 滋圃; * 1. August 1781 im Kreis Shanyang, heute Huai’an, Provinz Jiangsu; † 26. Februar 1841 im Humen, China) war Admiral der Küstenverteidigungsflotte der Provinz Guangdong während des Ersten Opiumkriegs. Er starb im Gefecht während der Schlacht am Humen im Februar 1841.

## Herkunft und Werdegang
Guan stammte aus dem historischen Kreis Shanyang – heute ein Stadtbezirk in Huai’an – in der Provinz Jiangsu. Er gelangte durch einen „militärischen Examensprüfung“ – 武舉 / 武举 – der Provinzebene in die Offizierslaufbahn der Qing-Streitkräfte. Nach 20 Jahren Dienst war er stellvertretender Regionalbefehlshaber in Wusong – heute eine Ortschaft in Shanghai. Durch die erfolgreiche Organisation einer großen Getreidelieferung vom  Jangtsedelta nach Norden wurde er von Kaiser Daoguang belobigt und zum Regionalbefehlshaber befördert. Nach den Gefechten in Guangzhou (Kanton) im Rahmen der Napieraffäre ersetzte er 1834 auf Befehl des Kaisers Li Zengjie als Befehlshaber der Küstenverteidigungsmarine von Guandong.

## Erster Opiumkrieg
Bereits vor dem Opiumkrieg hatte Guan wegen der zunehmenden Spannungen mit Großbritannien die Verteidigung des Humen verstärkt, die auf Forts, Feuerschiffen und Dschunken basierte. Guan befehligte die Seestreitkräfte der Qing bei der ersten und zweiten Schlacht von Chuenpi. Die Briten schickten sich im Februar nach ergebnislosen Verhandlungen bei der Schlacht am Humen an, die Küstenbefestigungen Guans vor Kanton vollständig zu erobern. Guan Tianpei starb im Gefecht auf seinem Flaggschiff. Seine persönliche Tapferkeit wurde sowohl von chinesischen wie auch britischen Quellen hervorgehoben. Der Abtransport seiner sterblichen Überreste durch chinesische Truppen wurde von den Briten mit Salutschüssen begleitet.

## Diverses
Der Sinologe Yu-chien Kuan ist ein Nachfahr von Guan Tianpei.